# Cynthia Jerotich Limo
Cynthia Jerotich Limo (ur. 18 grudnia 1989) – kenijska lekkoatletka specjalizująca się w biegach długodystansowych.
Dwukrotna medalistka mistrzostw świata w półmaratonie (Cardiff 2016. 
Rekordy życiowe: półmaraton – 1:06:04 (12 lutego 2016, Ras al-Chajma).  